# Wolfgang Klenner (Psychologe)
Wolfgang Klenner (* 6. Februar 1921; † 25. Januar 2015) war ein deutscher Psychologe.
Klenner schloss 1950 sein Studium der Psychologie mit dem Diplom an der Universität Göttingen ab. Er promovierte 1964 in Göttingen mit dem Thema „Zukunftsperspektiven bei erziehungsschwierigen männlichen Jugendlichen“. Ab 1964 leitete er das Institut für Heilpädagogik in Bielefeld, später das Heilpädagogische Institut in der Evangelischen Fachhochschule Rheinland-Westfalen-Lippe in Bochum.
Klenner hatte wesentlichen Anteil an der Etablierung der außerschulischen Heilpädagogik in den Fachhochschulstudiengängen. Weiter gehörte er zu den Initiatoren und Gründern der „Ständigen Konferenz heilpädagogischer Ausbildungsstätten in Deutschland“ (StK). Er initiierte mit Hans Christian Prestien zusammen die Gründung des Verbandes „Anwalt des Kindes“ und war Mitglied im Bundesverband Erziehungshilfe (AFET). Er war zudem Gutachter in Familienrechtsverfahren.
Klenner hat den Themenbereich "elterliche Verantwortung" im Rahmen von Trennungen maßgeblich weiterentwickelt.